# تكساس بانهاندل
تكساس بانهاندل هي منطقة في ولاية تكساس الأمريكية تتكون من أقصى 26 مقاطعة في أقصى شمال الولاية. هي منطقة مربعة الشكل تحدها نيو مكسيكو من الغرب وأوكلاهوما من الشمال والشرق. إنها مجاورة لأوكلاهوما بانهاندل، الأرض التي ادعت تكساس سابقًا أنها ملك لها قبل أن يتم حظر العبودية فوق خط عرض الحدود الحالية. يعرّف دليل تكساس الحدود الجنوبية لمقاطعة سويشر على أنها الحدود الجنوبية لمنطقة تكساس بانهاندل.
تبلغ مساحة أراضيها 25823.89 ميل مربع (66883.58 كيلومتر مربع)، أو ما يقرب من 10 ٪ من إجمالي حجم الولاية. تكساس بانهاندل أكبر قليلاً في الحجم من ولاية فرجينيا الغربية الأمريكية. تغطي المياه 62.75 ميل مربع (162.53 كيلومتر مربع) من المنطقة. بلغ عدد سكانها اعتبارًا من تعداد 2010 427،927 نسمة، أو 1.7 ٪ من إجمالي سكان الولاية. اعتبارًا من تعداد 2010، كانت الكثافة السكانية للمنطقة 16.6 لكل ميل مربع (6.4 / كم 2). ومع ذلك، يعيش أكثر من 72٪ من سكان بانهاندل في منطقة أماريلو الحضرية، وهي المنطقة الحضرية الأكبر والأسرع نموًا في المنطقة. تختلف بانهاندل عن شمال تكساس، والتي تقع جنوب وشرق.